# 喜多乃愛
喜多 乃愛（きた のあ、2000年5月18日 - ）は、日本の元女優。埼玉県出身。元TRUSTAR所属。血液型はA型。
2025年3月、引退を発表。

## 経歴
中学3年の時、母親が本人に内緒で研音に履歴書を送り、オーディションに合格。
2017年、テレビドラマ『あなたのことはそれほど』で女優デビュー。
2018年、テレビドラマ『花のち晴れ〜花男 Next Season〜』で連続ドラマで初めてレギュラー出演。
2019年、4月より朝の情報番組『ZIP!』の「キテルネ!」コーナーでリポーターを務める。
2020年、映画『弱虫ペダル』で映画初出演。
2022年4月1日、TRUSTARに事務所移籍。
2025年3月31日、TRUSTARを退所し、芸能界を引退。

## 出演

### テレビドラマ
- あなたのことはそれほど（2017年4月18日 - 6月20日、TBS） - 飯田杏子（中学時代） 役[4]
- 深層捜査2 ドクター大嶋二郎の事件日誌（2017年11月12日、テレビ朝日） - 池内美雪 役[5]
- 花のち晴れ〜花男 Next Season〜（2018年4月17日 - 6月26日、TBS） - 服部京子 役[6]
- 僕とシッポと神楽坂 第2話 - 最終話（2018年10月19日 - 11月30日、テレビ朝日） - 大沢香子 役[7]
- ハラスメントゲーム（2018年10月15日 - 12月10日、テレビ東京） - 秋津菜摘 役[8]
  - ハラスメント・ゲーム 秋津VSカトクの女（2020年1月10日）[9][10]
- 神ちゅーんず 〜鳴らせ!DTM女子〜（2019年4月7日 - 6月9日、朝日放送テレビ） - 宮下由紀恵 役[11]
- コーヒー＆バニラ（2019年7月4日 - 9月6日、毎日放送） - 芦屋なつき 役[12]
- 監察医 朝顔（2019年7月8日 - 9月23日、フジテレビ） - 小野佳代 役
  - 監察医 朝顔 特別編（2019年9月30日）
  - 監察医 朝顔 新春SP（2021年1月11日）
- いつか、眠りにつく日（2019年7月15日 - 8月20日、フジテレビ） - 山本栞 役[注 1]
- Re:フォロワー（2019年10月6日 - 12月15日、テレビ朝日） - ヒロイン・雪谷美奈 役[13]
- 女子高生の無駄づかい（2020年1月24日 - 3月6日、テレビ朝日） - 九条琥珀 役
- 当番弁護士 梶原藤子の事件ファイル（テレビ朝日） - 梶原翼 役[14]
  - 第1作（2020年6月22日）
  - 第2作（2021年10月4日）
- 銀座黒猫物語 第10話 奥野ビル編（2020年9月18日、関西テレビ） - 宇佐美佳恵 役
- 警視庁強行犯係・樋口顕 第8作「呪縛」（2020年10月19日、テレビ東京） - 川野梨花 役[15]
- 明治開化 新十郎探偵帖（2020年12月11日 - 2021年2月5日、NHK BSプレミアム） - お糸 役
- ライオンのおやつ（2021年6月27日 - 8月15日、NHK BSプレミアム）
- 女の戦争〜バチェラー殺人事件〜（2021年7月3日 - 8月7日、テレビ東京） - AD楓 役[16]
- 准教授・高槻彰良の推察 第2話（2021年8月14日、東海テレビ・フジテレビ） - 細木まりな 役
- 吉祥寺ルーザーズ 第4話、第7話（2022年5月2日・23日、テレビ東京） - トーコ 役[17]
- 推しが武道館いってくれたら死ぬ（2022年10月9日 - 12月26日、朝日放送テレビ） - めいぷる♡どーる・メイ 役[18]
- キス×kiss×キス〜メルティングナイト〜 第7話「夜景キス」（2022年11月3日、テレビ東京） - ヒロイン・セカンド女子 役
- 警視庁アウトサイダー 第4話（2023年1月26日、テレビ朝日） - 森沢美央 役[19]
- 犬神家の一族（2023年4月22日・29日、NHK BSプレミアム・NHK BSプレミアム4K） - 青沼菊乃 役
- 坂の上の赤い屋根 第4話（2024年3月24日、WOWOW） - 植村のぞみ 役
- シュガードッグライフ（2024年8月4日 - 9月29日、朝日放送テレビ・テレビ朝日） - 豊島七海 役[20][21]

### 配信ドラマ
- いつか、眠りにつく日（2019年3月12日 - 4月16日 、FOD） - 山本栞 役

### 映画
- 弱虫ペダル（2020年8月14日、松竹） - 橘綾 役
- ミュジコフィリア（2021年11月19日、アーク・フィルム）
- 味噌カレー牛乳ラーメンってめぇ〜の?（2022年4月15日、シネブリッジ） - 菊池葉月 役[22]
- 劇場版 推しが武道館いってくれたら死ぬ（2023年5月12日、ポニーキャニオン） - めいぷる♡どーる・メイ 役[23]
- ファンファーレ（2023年11月17日、Atemo） - 西尾由奈 役[24]

### 舞台
- 大きな虹のあとで〜不動四兄弟〜（2017年・2018年） - 花 役[25]

### 情報番組
- ZIP!（2019年4月 - 、日本テレビ） - 「キテルネ！」リポーター

### CM
- ローソン Lチキ（2017年6月 - 9月）
- ナガセ 東進全国統一高校生テスト（2018年10月 - ）
- 廃車買取 サクライ　(2023年-)

## 作品

### 写真集
- noa（2019年3月23日、ワニブックス、撮影：桑島智輝）ISBN 978-4847081989